# Ferrario-Ackermann-reactie
De Ferrario-Ackermann-reactie, soms enkel Ferrario-reactie genoemd, is een organische reactie, waarin een fenoxathiine gevormd wordt door cyclisatie van een difenylether met zwavel. De reactie verloopt op hoge temperatuur in aanwezigheid van aluminiumchloride:
E. Ferrario in Genève en Fritz Ackermann in Berlin-Charlottenburg beschreven deze reactie bijna gelijktijdig onafhankelijk van elkaar rond 1910.